# رودريك ثورب (كاتب)
رودريك ماين ثورب جونيور Roderick Thorp (1 سبتمبر 1936-28 أبريل 1999) روائيًا أمريكيًا متخصصًا بشكل رئيسي في روايات الشرطة الإجرائية والجريمة . تم تعديل روايته المحقق إلى فيلم يحمل نفس الاسم عام 1968. تشتهر Thorp أيضًا بتكملة لها ، وهي الرواية الأكثر مبيعًا، Nothing Lasts Forever، والتي كانت فيما بعد أساسًا لفيلم Die Hard ، وبالتالي أصبح رودريك ماين ثورب مبتكرًا للامتياز الإعلامي بأكمله الذي يحمل نفس الاسم. وتم تحويل روايتين أخريين من Thorp، وهما رينبو درايف و ديفلين [الإنجليزية] ، إلى أفلام تلفزيونية.

## حياته
ولد رودريك ثورب في برونكس في مدينة نيويورك.  عندما كان خريجًا جامعيًا شابًا ، عمل ثورب في وكالة تحري مملوكة لوالده. قام فيما بعد بتدريس الأدب وإلقاء محاضرات حول الكتابة الإبداعية في المدارس والجامعات في نيوجيرسي وكاليفورنيا ، وكتب أيضًا مقالات في الصحف والمجلات. توفي ثورب بنوبة قلبية في أوكسنارد في كاليفورنيا .   

## رواياته
- في الغابة (1961)
- المحقق (1966)
- ديونيسوس (1969)
- موسيقى ضحكهم: ألبوم أمريكي (1970)
- الزوجات: التحقيق (1971)
- العبيد (1973)
- دائرة الحب (1974)
- ويستفيلد (1977)
- لا شيء يدوم للأبد (1979) (أعيد إصداره تحت سلسلة افلام موت قاسي ) من بطولى شخصيى جون ماكلين
- جيني وبارنوم: رواية حب (1981)
- رينبو درايف (1986)
- ديفلين (1988)
- النهر: رواية من قتل النهر الأخضر (1995)

## فيلموغرافيا
- المحقق (1968) (رواية)
- داي هارد (1988) (رواية)
- رينبو درايف (1990) (كتاب)
- ديفلين (1992) (كتاب)
- عميق للأسفل (1994) (فريق التمثيل)

## الروابط الخارجية
- Roderick Thorp at Goodreads

رودريك ثورب في قاعدة بيانات الأفلام على الإنترنت